# Heraldyka francuska
Heraldyka francuska ma długą tradycję, a Francja jest kolebką heraldyki.
Ta średniowieczna forma uznania przyjaciela i wroga, opracowana przez człowieka przeciwko walce człowieka, otrzymała tutaj pierwsze naukowe uzasadnienie. Już wcześniej heraldyka została uporządkowana według ustalonych zasad. Szrafowanie w czarno-białym przedstawieniu herbów aż do znaczenia kolorów ma tutaj też swoje korzenie. Herby francuskie są wystawne i bardzo pięknie wykonane. Tynkura jest powszechną barwą, wykorzystywaną do zdobienia herbów. Zazwyczaj używano metalu złotego i koloru niebieskiego. Korzystano też z palety dzieł futrzanych, na przykład z gronostaju. Wiele herbów francuskich można rozpoznać przez obficie wkomponowane lilie. Za czasów Napoleona lilie były zastąpione przez pszczoły. We Francji nazywa się to Fleur de lys. Tarcze herbowe były często posypane albo zaszczepione piórami. Labry są zazwyczaj wielobarwne. Hełmy heraldyczne były prawie zawsze pokazane otwarte i odmiennie w porównaniu do heraldyki w innych krajach, pozłacane lub posrebrzane. Szczególną uwagę poświęcano znakom na herbach. Znaki służyły rozróżnianiu wewnątrz od serii genealogicznych noszących herby. Zastosowanie znaków było prawie zawsze kontrolowane. Szczególnie rozpowszechniało się płaszcze heraldyczne i inne heraldyczne klejnoty. Za panowania cesarza, Napoleona I, (1804–1814, 1815) próbowano utworzyć nową metodę heraldyki i nazwano ją odmianą heraldyki napoleońskiej. Wprowadzono ją 1 marca 1808. Szlachta i miasta zostały nią dotknięte. Ta nie heraldyka zniknęła razem z obaleniem cesarza. Czasowo ograniczona zmiana istoty herbów we Francji została stosowana pod wpływem francuskim stojących państw i miast. Tak zostały zastąpione na przykład należące do herbów hełmy na berety. Chciano przeciążyć herby i postacie z tarczy.

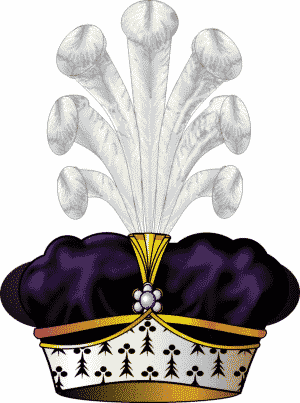
Beret z piórkiem (Heraldyka)

Chaperonne w herbie

Ważne w heraldyce francuskiej jest podniesienie głowy tarczy i nazywa się to chaperonne. To pole pod linią jest często zabarwione gronostajem.